# Yaw Yeboah
Yaw Yeboah (* 28. März 1997 in Accra) ist ein ghanaischer Fußballspieler.

## Karriere

### Klub
Bis Sommer 2014 war er Teil der Right to Dream Academy in seinem Heimatland, danach schaffte er den Sprung nach England in die U21-Mannschaft von Manchester City. Von dort wurde er für die Saison 2015/16 an LOSC Lille verliehen. Sein Ligue 1-Debüt hatte er hier am 25. Oktober 2015 bei einer 1:2-Niederlage gegen Olympique Marseilles, wo er in der 74. Minute für Florent Balmont eingewechselt wurde. Insgesamt kam er noch in zwei weiteren Ligaspielen zum Einsatz. Nach seiner Rückkehr wechselte er in die U23-Mannschaft wurde von dort aber auch schon wieder verliehen, diesmal zu Twente Enschede. Hier bekam er ab dem 2. Spieltag in der Eredivisie immer an jedem Spieltag zumindest ein paar Minuten. Diese Einsätze wurden dann aber nach dem 19. Spieltag weniger. Zur nächsten Saison ging es nun nach Spanien zu Real Oviedo. Auch hier kam er wieder regelmäßig zum Einsatz, jedoch im Vergleich seltener als noch bei Twente.
Diese Leihe war dann auch seine letzte durch Manchester City, denn danach verblieb er in Spanien und schloss sich fest dem CD Numancia an. Zur Spielzeit 2019/20 wurde er von hier wiederum zur B-Mannschaft von Celta Vigo, wo er dann auch den Rest der Saison verblieb. Nach dem Ende der Leihe trennten sich die Wege von ihm und seinem Klub aber und er schloss sich in Polen Wisła Krakau an. In den nächsten 1½ Jahren etablierte er sich hier dann auch als Stammspieler, so dass das MLS-Franchise Columbus Crew auf ihn aufmerksam wurde und er mit einer Ablöse von 1,82 Mio. € gekauft wurde. So spielte er seit der Saison 2022 für den US-amerikanischen Klub.

### Nationalmannschaft
Sein erster Einsatz für die ghanaische A-Nationalmannschaft war am 9. Juni 2019 bei einer 0:1-Freundschaftsspielniederlage gegen Namibia, hier stand er in der Startelf und wurde dann zur zweiten Halbzeit für Thomas Agyepong ausgewechselt. Im Herbst 2021 kam er dann noch einmal bei drei Spielen der Qualifikation zur Weltmeisterschaft 2022 zum Einsatz.